# Cantone di Vence
Il Cantone di Vence è una divisione amministrativa dell'arrondissement di Grasse.
A seguito della riforma approvata con decreto del 24 febbraio 2014, che ha avuto attuazione dopo le elezioni dipartimentali del 2015, è passato da 3 a 47 comuni.

## Composizione
I 3 comuni facenti parte prima della riforma del 2014 erano:
- La Gaude
- Saint-Jeannet
- Vence

Dal 2015 i comuni appartenenti al cantone sono i seguenti 47:
- Aiglun
- Ascros
- Auvare
- Bairols
- Beuil
- Bézaudun-les-Alpes
- Bonson
- Bouyon
- Châteauneuf-d'Entraunes
- Conségudes
- Coursegoules
- La Croix-sur-Roudoule
- Cuébris
- Daluis
- Entraunes
- Les Ferres
- Gilette
- Guillaumes
- Lieuche
- Malaussène
- Massoins
- La Penne
- Péone
- Pierlas
- Pierrefeu
- Puget-Rostang
- Puget-Théniers
- Revest-les-Roches
- Rigaud
- Roquestéron
- Roquestéron-Grasse
- Saint-Antonin
- Saint-Jeannet
- Saint-Léger
- Saint-Martin-d'Entraunes
- Sallagriffon
- Sauze
- Sigale
- Thiéry
- Toudon
- Touët-sur-Var
- La Tour
- Tourette-du-Château
- Tournefort
- Vence
- Villars-sur-Var
- Villeneuve-d'Entraunes